# Marea hoinăreală

Un afiș original al filmului

Marea hoinăreală (titlu original: La Grande Vadrouille (pronunție în franceză [la ɡʁɑ̃d vaˈdʁuj]) este un film francez și britanic din 1966 regizat de Gérard Oury. A fost lansat în Statele Unite ca Don't Look Now... We're Being Shot At!. În rolurile principale joacă actorii André Bourvil și Louis de Funès, care au mai colaborat în 1965 cu regizorul Oury la realizarea filmului Prostănacul. Cu peste 17 milioane spectatori în Franța a fost cel mai popular film francez până când a fost depășit de Bienvenue chez les Ch'tis în 2008.

## Prezentare
„Un bombardier Royal Air Force survola Germania într-un atac de noapte într-o misiune cu numele de cod "Ceai pentru doi"”—Începutul filmului
În vara anului 1941 deasupra teritoriului Franței ocupate, un bombardier B17 al aviației aliate se rătăcește în timpul unei misiuni de luptă și este doborât deasupra Parisului de către apărarea antiaeriană germană. Echipajul acestuia: Sir Reginald, Peter Cunningham și Alan MacIntosh se salvează prin parașutare și aterizează în capitala Franței, fiind salvați de la capturare și ascunși de către zugravul Augustin Bouvet și de către morocănosul dirijor al Operei Naționale din Paris, Stanislas Lefort. Lefort și Bouvet se găsesc astfel prinși la mijloc în vânătoarea de oameni organizată de maiorul german Achbach pentru a-i captura pe aviatorii inamici. De-a lungul unui periplu cu accente comice prin Franța ocupată, cei doi împreună cu ajutorul Rezistenței franceze și a unor simpatizanți reușesc să-i facă scăpați pe aviatori din mâinile Wermachtului și să-i conducă până în zona liberă.

## Distribuție
- André Bourvil ca Augustin Bouvet
- Louis de Funès ca Stanislas Lefort
- Terry-Thomas ca  Sir Reginald ("Big Moustache")
- Claudio Brook ca Peter Cunningham
- Mike Marshall ca Alan MacIntosh
- Marie Dubois ca Juliette
- Pierre Bertin ca bunicul Juliettei
- Andrea Parisy ca Sora Marie-Odile
- Mary Marquet ca Măicuța Superioară
- Benno Sterzenbach ca Maior Achbach
- Paul Préboist ca Pescarul